# NGC 6466
NGC 6466 is een spiraalvormig sterrenstelsel in het sterrenbeeld Draak. Het hemelobject werd op 18 september 1884 ontdekt door de Amerikaanse astronoom Lewis A. Swift.

## Synoniemen
- ZWG 278.30
- PGC 60883